# Gare de Nærbø
La gare de Nærbø est une gare ferroviaire norvégienne de la ligne de Jær, située au village de Nærbø sur la commune d'Hå. 
Mise en service en 1878, c'est une halte ferroviaire de la Norges Statsbaner (NSB). Elle est distante de 37,68 km du terminus de la gare de Stavanger.

## Situation ferroviaire
Établie à 31,4 mètres d'altitude, la gare de Nærbø est située sur la ligne de Jær entre les gares de Varhaug et de Bryne.

## Histoire
La station de « Nærbø » est mise en service le 1er mars 1878. Elle devient une halte ferroviaire sans personnel permanent le 7 juillet 1964, tout en ayant toujours un trafic marchandises.

## Service des voyageurs

### Accueil
C'est une halte ferroviaire sans personnel ni guichet, mais disposant d'un automate pour l'achat de titres de transport et d'un abri pour les voyageurs.
Juste à côté de la gare se trouve un kiosque et café.

### Desserte
Nærbø est desservi par des trains locaux en direction d'Egersund et de Stavanger

### Intermodalité
Un parking pour les véhicules et un cadre pour les vélos y sont aménagés. À proximité se trouvent une station de taxi et un arrêt de bus.